# Balsam Lake (thị trấn), Wisconsin
Balsam Lake là một thị trấn thuộc quận Polk, tiểu bang Wisconsin, Hoa Kỳ. Năm 2010, dân số của thị trấn này là 1.364 người.